# مقبلة حسن آغا
مقبلة حسن آغا قرية سوريّة تتبع إداريّاً لمحافظة حلب منطقة منبج ناحية أبو قلقل، بلغ تعداد سكانها 578 نسمة حسب التعداد السكاني لعام 2004.